# پاتریک مک‌کیو
پاتریک مک‌کیو (انگلیسی: Patrick McCue; ۲۴ ژوئن ۱۸۸۳ – ۷ سپتامبر ۱۹۶۲) بازیکن راگبی ۱۳ نفره، و بازیکن راگبی ۱۵ نفره اهل استرالیا بود.
وی در مسابقات کشوری و بین‌المللی در مجموع برندهٔ ۱ مدال طلا شده‌است.